# Questione di prove
Questione di prove, titolo originale A Question of Proof, è il primo romanzo giallo dello scrittore irlandese Cecil Day-Lewis, firmato con lo pseudonimo Nicholas Blake e pubblicato nel 1935. È anche il primo romanzo che ha come protagonista l'investigatore Nigel Strangeways. La prima edizione italiana è del 1983.

## Trama
È la mattina del 20 giugno negli anni trenta. Nel collegio Sudeley Hall il professor Michael Evans sta pensando alla donna della sua vita, Hero Vale, moglie del preside Percival Vale. Dopo una corsa podistica, tenutasi negli spazi antistanti al collegio, dove hanno gareggiato gli studenti, in un campo di fieno viene trovato da alcuni contadini il cadavere di uno studente, Algernon Wivern-Wemyss, nipote del preside. Il ragazzo è stato brutalmente strangolato.
Viene avvertita la polizia e incominciano le indagini. Dopo un primo sopralluogo al luogo del ritrovamento del cadavere, Armstrong interroga uno per uno tutti i professori compreso il direttore del collegio "Sudeley Hall". Il movente di questo efferato delitto potrebbe essere l'immenso patrimonio del ragazzo, che non essendo ancora maggiorenne, è stato dato in gestione all'avvocato James Urquhart. Nel frattempo Michael Evans chiama in suo aiuto il suo amico di studi Nigel Strangeways investigatore privato di grandissima fama.
La polizia ha alcuni sospetti su Hero Vale e Percival Vale perché Percival è l'unico parente vivente del ragazzo. Intanto gli interrogatori della polizia proseguono e con un trucco Armstrong riesce a far confessare Michael Evans della sua relazione sentimentale con Hero Vale. Ma la polizia non si sta limitando ad effettuare interrogatori, ma sta investigando a tutto tondo sul delitto. Riescono a scoprire che l'avvocato James Urquhart ha dilapidato tutto il patrimonio che gli era stato affidato per conto del ragazzo. La polizia si dirige a casa dell'avvocato per chiedergli chiarimenti e, con un pizzico di fortuna, l'avvocato riesce a scappare in auto. Dopo un lungo e spericolato inseguimento l'auto dell'avvocato sbanda e James Urquhart muore.
A questo punto la polizia continua a sospettare di Hero e Percival Vale, loro non potevano sapere che il patrimonio oramai non esisteva più. La polizia sospetta anche di Michael Evans e Hero Vale, loro sono amanti e il ragazzo poteva aver visto ciò che non doveva. James Urquhart è oramai morto, ma non può essere l'assassino di Algernon Wivern-Wemyss, non aveva nessun interesse ad ucciderlo anzi, dopo la morte del ragazzo, è stato facile scoprire che l'avvocato aveva speso tutto l'immenso patrimonio a lui affidato. Intanto Nigel Strangeways è arrivato a "Sudeley Hall" e, grazie ai suoi modi gentili, riesce a farsi degli amici tra gli studenti, che gli confessano di avere delle informazioni sull'omicidio del povero ragazzo.
La "Macchia Nera" è un'associazione "segreta" degli studenti, sono loro a conoscere alcuni segreti importanti su questo omicidio. Sono disposti a dire tutto quello che sanno a Nigel ma prima Nigel deve superare una serie di prove di iniziazione. Gli aderenti all'associazione Macchia Nera amano la giustizia, ma non fanno la spia, per cui l'unica soluzione, per dire a Nigel quello che conoscono, è che Nigel ne sia un membro a tutti gli effetti.
Nigel riceve le prove di iniziazione da eseguire e, dopo averle correttamente eseguite, diviene a tutti gli effetti un membro della associazione segreta Macchia Nera. Nigel, essendo oramai membro dell'associazione, viene messo al corrente da Stevens II di tutti i segreti che sono a loro conoscenza. Grazie a queste informazioni Nigel ha capito, ha capito come e da chi è stato assassinato il povero Algernon, ma non ne ha le prove.
La vita prosegue a "Sudeley Hall" e, come da programma, il giorno dopo viene disputata una partita di cricket tra gli studenti e i genitori. La partita è molto entusiasmante e, praticamente alla fine dell'incontro, Percival Vale si accascia. Dopo un primo momento di smarrimento si rendono conto che Percival Vale è stato ucciso. La polizia continua a sospettare, per questo nuovo omicidio, la coppia Michael e Hero. Nigel sa che non sono loro gli assassini del ragazzo e di Percival, ma non ha ancora le prove per poterlo dimostrare.
Il romanzo continua con l'individuazione dell'omicida, con la spiegazione dei vari motivi che l'hanno spinto a questi gesti estremi.

## Personaggi
- Nigel Strangeways: investigatore privato
- Percival Vale, detto il Pedante: reverendo e direttore del collegio "Sudeley Hall"
- Hero Vale: moglie di Percival Vale
- Michael Evans: professore di storia
- Edward Griffin: insegnante di ginnastica
- Cyril Wrench: insegnante
- Gadsby: insegnante ed ex ufficiale durante la prima guerra mondiale
- Tiverton: decano dei professori
- Hugo Sims: insegnante di francese
- Algernon Wivern-Wemyss: allievo e nipote di Percival Vale
- Smithers: allievo, figlio di contadini
- Stevens I: capo dei prefetti degli allievi
- Stevens II: allievo, fratello di Stevens I
- Ponsonby: allievo
- Rosa: cameriera del collegio "Sudeley Hall"
- James Urquhart: avvocato e co-tutore di Algernon Wivern-Wemyss
- Armstrong: sovrintendente di polizia
- Pearson: sergente di polizia

## Edizioni
- Nicholas Blake, Questione di prove, traduzione di Giuseppina Caricchio, collana I Classici del Giallo Mondadori, n. 433, Mondadori, 1983,  p. 190.
- Nicholas Blake, Questione di prove, traduzione di Giuseppina Caricchio, collana I Classici del Giallo Mondadori, n. 1177, Mondadori, 2007,  p. 221.